# Enrico Rastelli

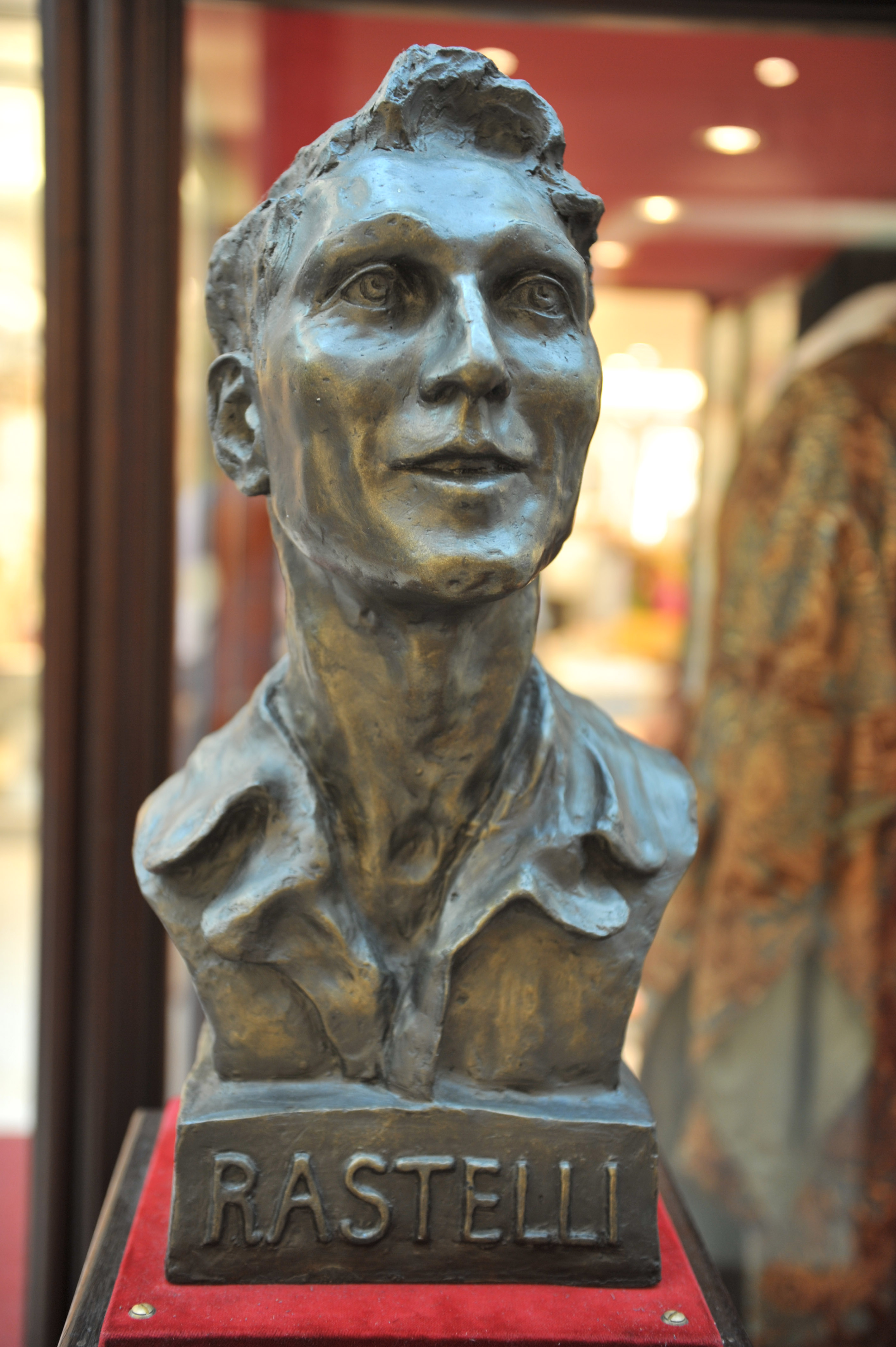
Büste von Rastelli

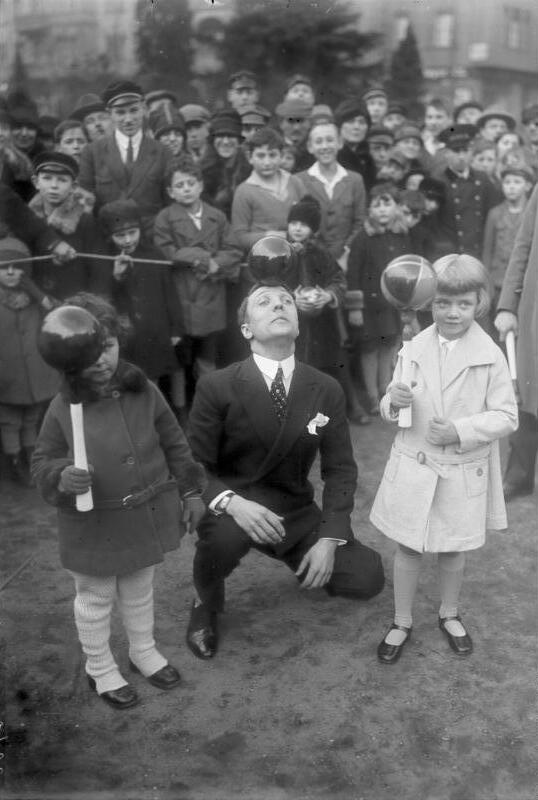
Enrico Rastelli 1930 in Berlin

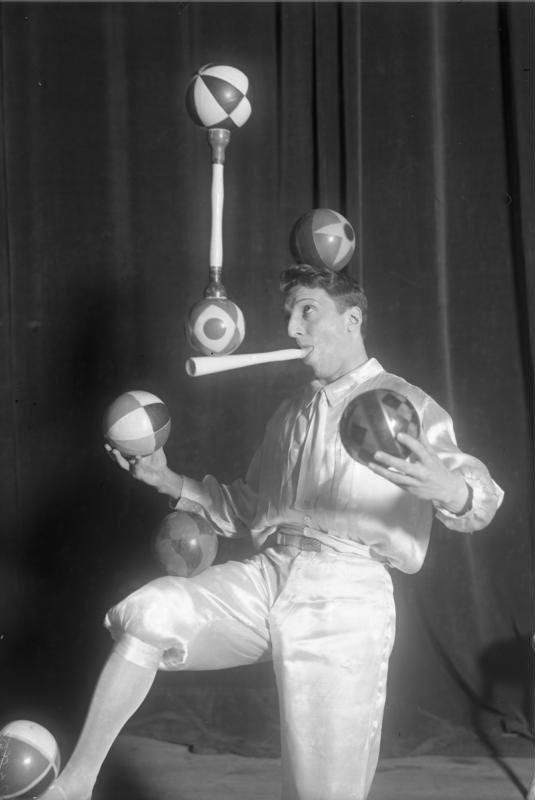
Rastelli 1930 in Berlin

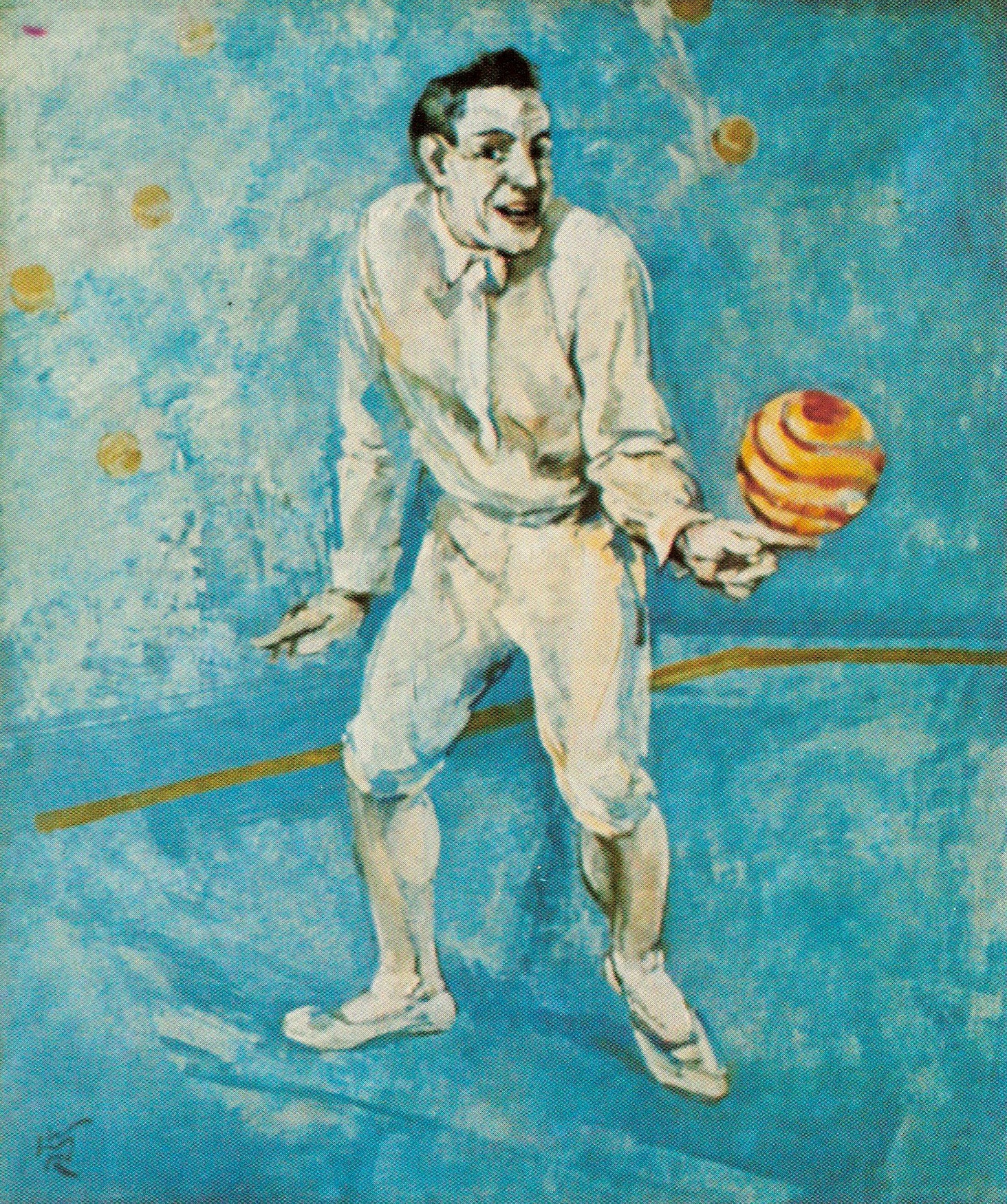
Enrico Rastelli gemalt von Rudolf Heinisch, 1929

Enrico Rastelli (* 19. Dezember 1896 in Samara; † 13. Dezember 1931 in Bergamo) war ein international gefeierter italienischer Jongleur.

## Leben
Als Sohn des Artistenehepaars Alberto Rastelli und Giulia Rastelli geborene Bedini trat Enrico Rastelli schon als Kind in der elterlichen Luftakrobatik-Darbietung auf. Später bildete er mit seiner Mutter und dem Lehrjungen Serafino Iwanow, der ebenfalls Jongleur wurde, ein Äquilibristik-Trio. Die Artisten arbeiteten mit der Perche, einer frei stehenden oder vom Untermann auf den Schultern oder dem Kopf balancierten elastischen Leiter, auf der vom Obermann wiederum frei stehend balanciert und jongliert wird.
Seine Jongleur-Karriere begann er 1915 in Russland im Zirkus Truzzi. Der Zirkusbesitzer Massimiliano Truzzi erlernte von Rastelli das Jonglieren. Später arbeitete Rastelli hauptsächlich im westlichen Europa und in den USA. Er entwickelte viele eigene Wurfnummern, die ihm Weltruhm bescherten. So war er der erste, der mit Bällen aus elastischem Gummi jonglierte. 1922 trat er im Londoner Varieté Hippodrome auf. Um 1923/1924 gelang ihm im New Yorker Hippodrome Theatre der Durchbruch: Neben dem rein „technischen“ Können war es insbesondere die scheinbare Leichtigkeit der Darbietung, die das Publikum beeindruckte. So berichtete etwa das Berliner Tageblatt am 10. März 1927: „Es ist unerhört, wie er – oft mit kindlichem Vergnügen – die Bälle meistert wie kein zweiter, wie sie diesem großen Künstler gehorchen, und wie er graziös und leicht, als ob es ein Kinderspiel wäre, Kunststücke vollbringt, die man bisher nicht für menschenmöglich gehalten hat.“
Am 1. August 1930 hatte seine Darbietung im Fußball-Stil im Düsseldorfer Apollo-Theater Premiere. Das geflügelte Wort vom Fußball-Rastelli für Fußballspieler mit besonders ausgeprägtem Ballgefühl beruht auf Rastellis Jonglagen.
Enrico Rastelli wird nachgesagt, mit zehn Bällen jongliert zu haben. Damit wäre er der erste namentlich bekannte Jongleur, dem dies gelang. Verbürgte Berichte, die dies zweifelsfrei belegen, gibt es darüber allerdings nicht. Im Gegensatz zu beispielsweise Jenny Jaeger zeigte er diese Leistung jedenfalls nicht auf der Bühne.
Auf dem Höhepunkt seines Erfolgs jonglierte der umjubelte Star am 6. Dezember 1931 zum ersten Mal in seiner Heimatstadt Bergamo bei einem Wohltätigkeitsfest. Es war der letzte Auftritt seines kurzen Lebens. Mit 34 Jahren starb Enrico Rastelli am 13. Dezember 1931 an den Folgen einer Hirnhautentzündung. Enrico Rastellis Grab befindet sich auf dem Cimitero Monumentale von Bergamo. Er hinterließ seine Ehefrau Henriette (geborene Price) und seine drei Kinder Roberto, Elvira und Anna.

## Meinungen zu Rastellis Kunst
M. H. Shapiro:

“Enrico Rastelli, juggler de luxe, has been compared to the best of all decades and there is every reason to believe that he is justly entitled to a niche of fame as high as any of them. A marvelous showman of inimitable skill.”

„Enrico Rastelli, einen Jongleur der Extra-Klasse, hat man mit den Besten aller Zeiten verglichen und man hat jeden Grund zu glauben, dass er einen genau so hohen Ruhmesaltar verdient wie jeder von ihnen. Ein bewunderungswürdiger Zirkus-Star von unnachahmlichem Geschick.“

Ed Haffel:

“Enrico Rastelli next showed remarkable skill in a truly extraordinary exhibition of juggling feats that scored solidly. This chap has no master.”

„Enrico Rastelli zeigte als Nächstes bemerkenswertes Geschick bei einer wahrlich außerordentlichen Zurschaustellung von Meisterleistungen im Jonglieren, mit denen er auf ganzer Linie punkten konnte. Dieser Kerl ist unübertroffen.“

Oskar Kokoschka:

„Ich bewunderte Rastelli, den größten Jongleur, den ich jemals gesehen habe. Er warf seine Bälle weit über die staunende Zuschauermenge hinaus in den großen Raum und sie kamen gehorsam wie Vögel in seine Hand zurück. Dieses Zauberstück wird nie wiederholt werden, und ich bewunderte ihn so, daß ich seinen Vorstellungen in einigen Städten folgte und später in Italien sein Grab aufsuchte.“

Joachim Ringelnatz schrieb nach dem Besuch einer Vorstellung:

„So groß hat sich vor mir noch nie im Variété etwas begeben.
Ich sah zart-tierisches Genie vor einem arbeitsstrengen Leben.
Ich danke, ich ein Publikum, wie viele Tausende dir danken.
Du, der den sicheren Pol erkennt im Schwanken,
du weißt, wenn ich Dir danke, wohl warum.“

## Posthume Würdigung
Von 1962 bis 1970 wurde als „Oscar der Jongleure“ der Rastelli-Preis verliehen.